# Cimetière de la paroisse de Saint-Pierre-le-Vieux
Le cimetière de la paroisse de Saint-Pierre-le-Vieux est un ancien cimetière situé dans le 5e arrondissement de Lyon en France. Il était situé aux abords de l'ancienne église Saint-Pierre-le-Vieux, éponyme du cimetière à l'emplacement de l'avenue Adolphe-Max.

## Histoire
Le cimetière remonte au moins au XVIe siècle et est agrandi en 1752. Lors de la grande enquête réalisée par les édiles sur l'état des cimetières lyonnais en 1778, il est constaté qu'à peine plus de la moitié de la superficie d'inhumation de la paroisse correspond au cimetière, l'inhumation au cœur même des églises restant assez courante. Sa disparition est au moins antérieure à la destruction de l'église en 1866.

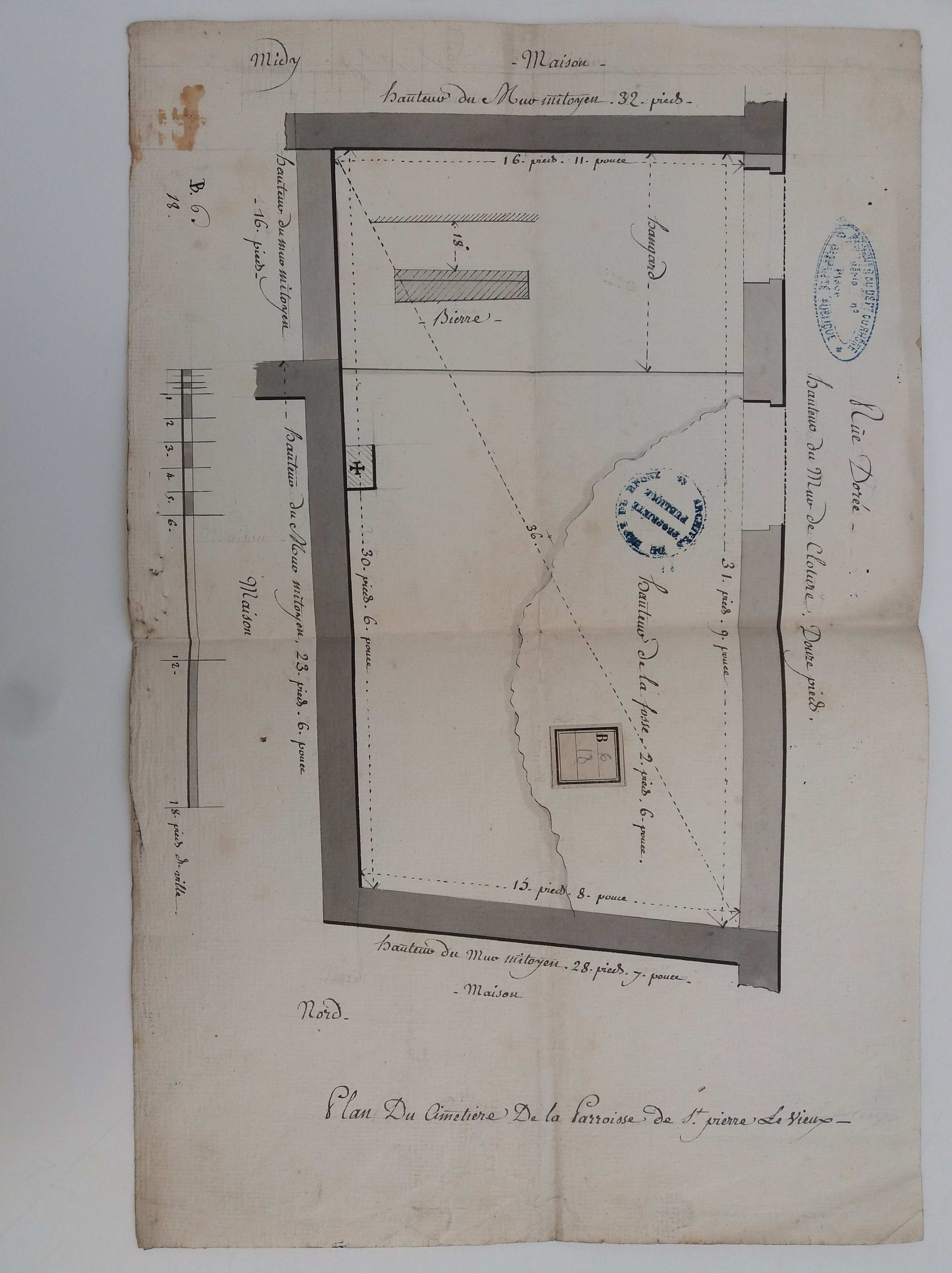
Plan du cimetière en 1778